# كوندوريت
كوندورايت هو الاسم الذي يطلق المزيج من كوبريت, دوميكيت وتينوريت. تتكون في منجم كوندورو العظيم في ترون, كورنول في المملكة المتحدة, وتعتبر نوعية محلية.